# 湣公共
湣公（びんこう）は、西周の諸侯である宋の君主。姓は子、名は共。丁公の子。丁公の後をうけて宋国の君主となった。公位を子に嗣がせず、弟の煬公に嗣がせた。